# カササギ殺人事件

『カササギ殺人事件』（カササギさつじんじけん、原題：Magpie Murders）は、2016年に刊行されたイギリスの小説家アンソニー・ホロヴィッツの推理小説。ミステリー作家の殺人事件に焦点を当て、劇中劇の形式をとっている。スーザン・ライランド・シリーズの第1作である。
このミステリーがすごい!、週刊文春ミステリーベスト10、本格ミステリ・ベスト10、ミステリが読みたい! の各海外部門4冠の達成や、2019年本屋大賞翻訳小説部門第1位など、高く評価されている（#ランキング参照）。

## 概要
本作は、名探偵アティカス・ピュントがイギリスの片田舎の屋敷で起こった変死事件とそれに続く殺人事件を解き明かすまでを描く上巻と、アティカス・ピュントシリーズの作者アラン・コンウェイの新作『カササギ殺人事件』の失われた結末と作者の自殺に疑惑を抱いた女性編集者が自ら謎を解き明かそうと推理を繰り広げる下巻の2部構成となっている。
上巻の章題は「一羽なら悲しみ、二羽なら喜び。三羽なら娘、四羽なら息子。五羽なら銀で、六羽なら金。七羽ならそれは、明かされたことのない秘密」というカササギの数え唄になぞらえて「第一部 悲しみ」「第二部 喜び（ジョイ）」「第三部 娘」「第四部 息子」「第五部 銀」「第六部 金」となっており、「第七部 明かされたことのない秘密」が欠落したまま下巻に入る。
作者は、これまで誰もやったことがないことに挑みたかった、そのため本作は構想が浮かんでから執筆するまでに15年かかったと述べている。また、作者はエルキュール・ポアロシリーズを映像化した『名探偵ポワロ』の脚本家として腕を振るってきた経歴がある。その作者による本作は、アガサ・クリスティへのオマージュ作品でもある（#アガサ・クリスティへのオマージュ参照）。

## あらすじ
1955年7月、サマセット州の片田舎にあるパイ屋敷の家政婦、メアリ・ブラキストンの葬儀がしめやかに執り行われた。彼女は鍵のかかった屋敷の階段から落ちて死んでいるところを、屋敷の庭園管理人であるネヴィル・ブレントによって発見された。不慮の事故死として処理されたが、その3日前、彼女は息子のロバートとパブの前で口論し、ロバートが「おふくろなんか、ぽっくり死んでくれたらありがたいのにな」と言い放ったことから、ロバートが彼女を殺したのではないかと、村中で噂されていた。その噂を苦にしたロバートの婚約者、ジョイ・サンダーリングは、名探偵アティカス・ピュントに助けを求めるが、事件でなければアティカスは自分にできることはない何もないと断る。ところが、数日後、パイ屋敷の主人であるサー・マグナス・パイが、玄関ホールで鎧の剣で首をはねられて死んでいるのが発見された。同じ屋敷内で起きた連続死に、アティカスは偶然ではないと感じ、捜査を始める。
最初の死者であるメアリ・ブラキストンは、村中の人々の秘密やゴシップを収集して日記帳に書き記しており、彼女の死に胸をなでおろした者が少なからずいることが分かった。また、第2の死者であるマグナス・パイは、死んだメアリ以外からは誰からも好かれておらず、彼の死によって遺産相続する妻のフランシス、双子であるのに屋敷を追い出された妹のクラリッサ、マグナスに馘首を言い渡された庭園管理人のブレント、屋敷と牧師館の間の森を売り払って住宅地にしようとしていたマグナスに憤っていた牧師など、誰もが怪しく思えた。
しかし、メアリの葬儀に密かに訪れてひっそりと立ち去った人物、かつての夫であるマシュー・ブラキストンから、幼くして死んだメアリの次男のトムが飼っていた犬が何者かに殺されていたことや、トムが溺死した経緯を聞いたアティカスは、助手兼秘書のジェイムズ・フレイザーに、ついに真相に到達したこと、誰がメアリを殺したかを告げる。（以上、上巻）
アティカス・ピュントシリーズの作者アラン・コンウェイの新作『カササギ殺人事件』の原稿を読んでいた《クローヴァーリーフ・ブックス》の編集者スーザン・ライランドは、そこから先の原稿がないことに困惑する。その後もたらされたアラン・コンウェイの自殺のニュースと、出版社の社長チャールズ宛に届いたアラン直筆の遺書。アランは不治の病で医者から死を宣告されていたらしい。
『カササギ殺人事件』の失われた結末部分の原稿を探し回るスーザンは、やがてアランの自殺に疑惑を抱くようになる。
（以上、下巻）

## 登場人物

### 上巻
舞台は1955年の英国の片田舎（サクスビー・オン・エイヴォン村）。
アティカス・ピュント
名探偵。ドイツ人。頭蓋内腫瘍により医師に残り3か月の余命を宣告されている。几帳面そうな小男で黒いネクタイをしている。
ジェイムズ・フレイザー
アティカスの助手兼秘書。オックスフォード大学卒の金髪の青年。
サー・マグナス・パイ
准男爵。自宅前の森を新興住宅地として開発しようとしており、そのため村人と対立し、脅迫状まで受け取っている。
レディ・フランシス・パイ
マグナスの妻。若い男と浮気をしている。
ジャック・ダートフォート
レディ・フランシスの浮気相手。浅黒い肌の遊び人。
フレデリック（フレディ）・パイ
マグナスとフランシスの息子。横柄でろくな大人にならないと陰口を叩かれている。
クラリッサ・パイ
マグナスの双子の妹。教師。兄のサー・マグナスからパイ屋敷を追い出された。村人からは軽く見られている。
メアリ・エリザベス・ブラキストン
パイ屋敷の家政婦。村人たちのよろしくない言動や過去をノートに書き留めている。ゴシップ好きの出しゃばりなので、皆から煙たがられている。
マシュー・ブラキストン
メアリのかつての夫。戦時中は戦闘機の整備士。現在は伯父から引き継いだ電気店を経営している。
ロバート（ロブ）・ブラキストン
メアリの長男。自動車修理工場勤務。ジョイの婚約者。メアリの死の数日前、母と口論していたので村人は怪しいと思っている。
トム・ブラキストン
メアリの次男。故人。犬を飼っていたが、その犬をサー・マグナスは目の敵にしていた。
ネヴィル・ジェイ・ブレント
パイ屋敷の庭園管理人。陰気な独り者。メアリの遺体発見時にパイ屋敷のガラスを破ったので、その穴から後に泥棒に入られ銀の装飾品を盗まれてしまう。
アーサー・リーヴ
銀メダルの収集家。大事なコレクションを泥棒に盗まれショックを受ける。メアリの数少ない友人らしい。
ロビン・オズボーン
牧師。何か隠し事があるらしい。自転車でどこかへ行く。
ヘンリエッタ（ヘン）・オズボーン
ロビンの妻。夫をよく探している姿を村人に見られている。
エミリア・レッドウィング
50代の女医。メアリの遺体をブレントとともに発見する。彼女の雇い主であるサー・マグナス夫妻があまり好きではない。
アーサー・レッドウィング
エミリアの夫。画家。自分が描いたレディ・パイの肖像画を、癇癪を起したサー・マグナスの八つ当たりで壊されてしまう。
エドガー・レナード
エミリアの父。元医師。老人介護施設に入所しており、たまに正気に戻る。
ジョージー（ジョイ）・サンダーリング
ロバートの婚約者。エミリアの診療所勤務。よく言えば行動力抜群、悪く言えば非常識。ピンクのスクーターを乗り回す今どきの娘。
ジェフ・ウィーヴァー
墓掘り。
ダイアナ・ウィーヴァー
ジェフの息子アダムの妻。クラリッサやレッドウィング医師宅の掃除婦。村で頻発する盗難に関係しているのではとメアリに疑われている。
ジョニー・ホワイトヘッド
骨董屋。かつて「お屋敷窃盗団」という組織の一味だったことをメアリに知られてしまう。
ジェマ・ホワイトヘッド
ジョニーの妻。ジョニーが昔の仲間とまだ交流があることを心配している。
レイモンド・チャブ
バース警察刑事課の警部補。

### 下巻
舞台は現代英国のロンドンとその周辺。
スーザン・ライランド
《クローヴァーリーフ・ブックス》文芸部門の編集者。アラン・コンウェイの担当。主人公で下巻における探偵役。
チャールズ・クローヴァー
《クローヴァーリーフ・ブックス》の最高経営責任者。メリッサにアランの『カササギ殺人事件』原稿を見せる。
ジェマイマ・ハンフリーズ
チャールズの秘書。スーザン不在時の要件を纏めるなど有能な女性。
アラン・コンウェイ
アティカス・ピュントシリーズで人気のミステリ作家。ウエストミンスター校の元教師。チャールズ宛に遺書と思える書類を残す。
メリッサ・コンウェイ
アランの元妻。アランに若い男の愛人ができ別れる。
フレデリック・コンウェイ
アランの息子。父に対し複雑な思いがある。
クレア・ジェンキンズ
アランの姉。アティカス・ピュントシリーズの原稿仕上げに協力してきた。
ジェイムズ・テイラー
アランの同性の恋人。アランから別れ話を持ち出され、遺言状から名前を削除される予定だった。
アンドレアス・パタキス
スーザンの恋人。ギリシャ人。ウエストミンスター校の教師でアランの元同僚。スーザンと結婚してギリシャでリゾートホテルを経営したいと考えている。
ケイティ
スーザンの妹。子持ちで姉とは違う生き方だが、姉妹仲は悪くない。スーザンは妹宅を訪れたり、姪を車に乗せてあげたりしている。
マーク・レドモンド
映像関係のプロデューサー。アティカス・ピュントシリーズの実写化を望む。スーザンとの会話に嘘があることが判明する。
ジョン・ホワイト
ヘッジファンド・マネージャー。金持ちで数百万ポンド単位のお金を投資できる。葬儀に派手な色の女性用ブランドもの長靴で現れ、主人公を驚かす。
トム・ロブスン
牧師。アランの葬儀で意味深な説教をする。過去にアランとしがらみがあった様子。
ドナルド・リー
ウェイター。元作家志望。参加した公開講座でアランが講師の一人だった。アランに自作の構想を盗作されたと主張している。スーザンに自身の原稿を見せる。
リチャード・ロック
警視。黒人でスーザンには非友好的に接し、素人が事件に首をつっこむことに愉快ではない。
サジッド・カーン
弁護士。アランの遺言状についてスーザンと会話する。

## アガサ・クリスティへのオマージュ
本書には随所にクリスティ作品へのオマージュが見られ、以下に例を挙げる。
上巻に登場する名探偵アティカス・ピュントは几帳面そうな小柄な男で、第一次世界大戦を生き延びてドイツからの難民としてイギリスに渡って来る前は、ドイツでは警察官として、イギリスでは私立探偵として数えきれないほどの事件で警察に協力してきたという、エルキュール・ポアロを彷彿とさせる設定である。
アティカス・ピュントシリーズの作者、アラン・コンウェイの仕事部屋にはクリスティ全集が置かれている。
下巻には『葬儀を終えて』と同名の章がある。また、下巻の「作家の孫」の章では、アガサ・クリスティの実在の孫、マシュー・プリチャードが登場し、スーザン・ライランドと『七つの時計』に登場する組織の名前と同名の「セブン・ダイヤルズ」というカクテル・バーで会っている。
さらに、「作家の孫」の章でマシュー・プリチャードはスーザンに、コンウェイの本には祖母（アガサ・クリスティ）の本から借りた人名・地名がちりばめられていると語っている。それを聞いたスーザンは、『カササギ殺人事件』の中で以下のような例を思い浮かべている。
- サー・マグナス・パイ夫妻が宿泊していたホテル《オテル・ジュヌヴィエーヴ》は、『ゴルフ場殺人事件』に登場するホテルと同じ名前である。
- ロバート・ブラキストンが喧嘩に巻き込まれた《青蛇》亭は、ミス・マープルが住むセント・メアリ・ミードの酒場と同じ名前である。
- レディ・パイとジャック・ダートフォードが昼食をとった《カーロッタズ》は、『エッジウェア卿の死』に登場する米国人女優カーロッタ・アダムズからとられたものではないか。
- パディントン駅3時50分発の列車に乗ったジェイムズ・フレイザーが死んだ乗客に気付かなかった話は、『パディントン発4時50分』を意識したものだろう。
- ブラキストン一家が住んでいたシェパード農場は『アクロイド殺害事件』の語り手ジェイムズ・シェパード医師の名前で、レナード老医師が葬られた村の名前は同作の舞台キングズ・アボットと同じ名前である。
- 『カササギ殺人事件』の筋立てに古い童歌が使われているのは、童歌が好きだったクリスティが『愛国殺人』や『五匹の子豚』、『そして誰もいなくなった』、『ヒッコリー・ロードの殺人』など、何度となく使った技法をなぞったものだろう。

そのほか、ジェイムズ・テイラーがスーザンに、アティカスの助手兼秘書のジェイムズ・フレイザーの「フレイザー」は、テレビドラマ『名探偵ポワロ』でポワロの相棒役を演じた俳優フレイザーからとられたものであると明かしている。

## 制作
ホロヴィッツが本作の構想を最初に練ったのは、1997年に放映された『バーナビー警部』（ホロヴィッツが脚本を担当）の第1シーズンのときであった。ホロヴィッツは、この小説を「単なる殺人ミステリーの物語以上のもの」で「殺人ミステリーというジャンル全体において、作家がどのようにアイデアを出し、どのように本が形成されるのかといったことに関する一種の論説」にしたかったのだという。

## 作品の評価

### 批評家によるレビュー
原著の評判は概ね良好である。
- アメリカの書評メディアBook Marksは、8つの独立した書評に基づいて「絶賛」の評価とした[7]。
- ニューヨーク・タイムズ紙やタイム誌などでレビューされ、後者は「ミステリーファンにとって理想の夏のスリラー」と評した[8][9][10]。
- 肯定的な評価は、登場人物の描かれ方や劇中劇の使い方に集中しており、否定的な評価は、劇中劇がストーリーを難しくしていると指摘している[11][12][13]。

### 受賞歴
- マカヴィティ賞（2018年）長編賞受賞

### ランキング
- 2018年 週刊文春ミステリーベスト10 海外部門 第1位
- 2019年 このミステリーがすごい! 海外編 第1位
- 2019年 本格ミステリ・ベスト10 海外編 第1位
- 2019年 ミステリが読みたい! 海外編 第1位
- 2019年 本屋大賞 翻訳小説部門 第1位
- 第10回 翻訳ミステリー大賞 第1位[14]
- 第7回 翻訳ミステリー読者賞 第1位[14]

## 映像化
アメリカ合衆国にてホロヴィッツ自らの脚本により全6話構成でテレビドラマ化された。日本ではWOWOWで2022年7月9日と10日に3話ずつ全6話が放送された。

### キャスト
※括弧内は日本語吹替
- スーザン・ライランド: レスリー・マンヴィル（日野由利加）
- アラン・コンウェイ: コンリース・ヒル（岩崎ひろし）
- アティカス・ピュント: ティム・マクマラン（英語版）（石住昭彦）
- アンドレアス・パタキス: アレクサンドロス・ログーテティス（長野伸二）
- チャールズ・クローヴァー: マイケル・マロニー（英語版）（玉野井直樹）
- ジェイムズ/フレーザー: マシュー・ビアード（英語版）（平井貴大）
- リチャード・ロック/レイモンド・チャブ: ダニエル・メイズ（宮本誉之）
- クレア・ジェンキンズ/クラリッサ・パイ: ピッパ・ヘイウッド（英語版）（森本73子）
- ロバート・ブラキストン: ハリー・ローティー（英語版）（清水裕亮）

### 受賞歴
- エドガー賞（2023年）TVシリーズ・ベストエピソード部門 ノミネート